# Franz Josef Huber (SS-Mitglied)
Franz Josef Huber (* 22. Januar 1902 in München; † 30. Januar 1975 ebenda) war ein deutscher SS-Führer und Polizist, zuletzt im Rang eines SS-Brigadeführers und Generalmajors der Polizei. Er war während der Zeit des Nationalsozialismus Leiter der Geheimen Staatspolizei sowie Inspekteur der Sicherheitspolizei und des SD in den Reichsgauen Wien, Niederdonau und Oberdonau. Von Kriegsende bis 1964 arbeitete er für die US-amerikanische Central Intelligence Agency (CIA). Von 1955 bis zum Ruhestand 1967 arbeitete er auch für den deutschen Bundesnachrichtendienst (BND) bzw. dessen Vorläuferorganisation Organisation Gehlen.

## Leben
Huber stammte aus einem streng katholischen Elternhaus. 1922 trat er in den Dienst der Polizei ein und war bis 1933 in der Polizeidirektion München tätig. Dabei war er unter anderem im „Referat Linksopposition“ mit der Überwachung der NSDAP befasst.
Nach der „Machtergreifung“ der Nationalsozialisten genoss Huber das volle Vertrauen Reinhard Heydrichs. Als Heydrich Leiter des Reichssicherheitshauptamts (RSHA) war, protegierte er Huber. 1934 wurde Huber zusammen mit seinem Vorgesetzten Josef Meisinger sowie seinem Freund Heinrich Müller in das Geheime Staatspolizeiamt (Gestapa) in Berlin versetzt. Diese Münchener Gestapo-Seilschaft wurde „Bajuwaren-Brigade“ genannt. Am 22. Juni 1937 beantragte Huber die Aufnahme in die NSDAP und wurde rückwirkend zum 1. Mai desselben Jahres aufgenommen (Mitgliedsnummer 4.583.151).

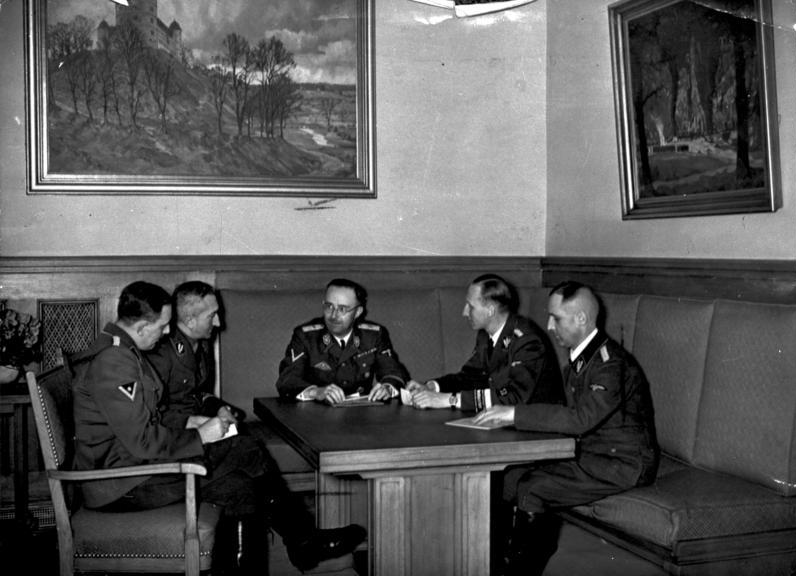
Besprechung der Ermittlungsergebnisse über den Bombenanschlag im Bürgerbräukeller in München am 8. November 1939 durch Georg Elser, von links nach rechts: SS-Obersturmbannführer Franz Josef Huber, SS-Oberführer Arthur Nebe, Reichsführer SS Heinrich Himmler, SS-Gruppenführer Reinhard Heydrich und SS-Oberführer Heinrich Müller.

Anders als Meisinger erwies er sich im Zuge der Blomberg-Fritsch-Krise als fähiger Kriminalist. Huber leitete im Fall um die angebliche Homosexualität des Oberbefehlshabers des Heeres Werner von Fritsch die Ermittlungen und klärte die Affäre letztlich auf. Fritsch wurde daraufhin von allen Anschuldigungen freigesprochen und rehabilitiert. Huber, mittlerweile SS-Obersturmbannführer (SS-Nummer 107.099), war auch als Leiter der Täterkommission führend an den Ermittlungen im Fall des von Georg Elser durchgeführten Bombenattentats auf Adolf Hitler am 8. November 1939 im Münchener Bürgerbräukeller beteiligt.
Unmittelbar nach dem Anschluss Österreichs an das Deutsche Reich 1938 wurde Huber zum Leiter der Staatspolizeistelle Wien ernannt. Fast sieben Jahre lang leitete er – gemeinsam mit seinem Stellvertreter Karl Ebner, an den zahlreiche exekutive Funktionen delegiert waren – die größte Gestapoleitstelle des Deutschen Reiches im vormaligen Hotel Métropole am Morzinplatz. Der SS-Brigadeführer und Generalmajor der Polizei vereinte eine Vielzahl von Funktionen auf sich: Huber war Leiter der Gestapo sowie Inspekteur der Sicherheitspolizei und des SD in den Reichsgauen Wien, Niederdonau und Oberdonau. Als Inspekteur war Huber Leiter der Zentralstelle für jüdische Auswanderung in Wien und trug damit die Verantwortung für die Massendeportationen von Juden. Weiters war Huber politischer Referent des Gauleiters Baldur von Schirach und dessen Vertreter als Reichsverteidigungskommissar für den Wehrkreis XVII. Als Grenzinspekteur der Wehrkreise XVII und XVIII war er für die Grenzüberwachung zur Slowakei, zu Ungarn, Jugoslawien, Italien und zur Schweiz zuständig. Ab 1943 war Huber zusätzlich „Gesamtvertreter“ des Höheren SS- und Polizeiführers „Donau“. Im Spätherbst 1944 wurde Huber auf Betreiben Ernst Kaltenbrunners zum Befehlshaber der Sicherheitspolizei und des SD im Wehrkreis XVII (hinaus-)befördert. Sein Nachfolger als Gestapo- und SD-Chef in Wien wurde Rudolf Mildner.
Der Historiker Thomas Mang charakterisiert Hubers Funktionen als „Ämterfülle, für die es im gesamten Deutschen Reich keine Parallele gab“. Der Historiker Wolfgang Neugebauer bezeichnet Huber als einen der „NS-Hauptverbrecher“ auf dem Boden des ehemaligen Österreich.
Mit Kriegsende wurde Huber gefangen genommen, doch bestraft wurde er nie. In einem Spruchkammerverfahren wurde er 1949 in Nürnberg als „Minderbelasteter“ eingestuft und erhielt ein Jahr auf Bewährung und eine Geldstrafe von 500 D-Mark. Das Urteil wurde zwar aufgehoben und Huber von der nächsten Instanz zu fünf Jahren Arbeitslager verurteilt (unter Anrechnung der Internierungshaft), doch der Verurteilte tauchte unter. 1955 wurde auch das Berufungsurteil aufgehoben und Huber lebte daraufhin unbehelligt in München. Bis zu seinem Renteneintritt arbeitete er offiziell als Buchhalter in einem Münchener Unternehmen für Büromaschinen.
Tatsächlich war Huber von 1955 bis zu seiner Verrentung 1967 für den Bundesnachrichtendienst bzw. dessen Vorläuferorganisation tätig. Bei seiner Buchhaltertätigkeit handelte es sich um eine Tarnung. Infolge der Recherchen des Historikers Michael Holzmann wurde Hubers Betätigung 2021 erneut breit rezipiert.
Laut New York Times (2021) gibt es eine Memo des US-amerikanischen Geheimdienstes CIA aus dem Jahr 1953, dass Huber mit seinem Netzwerk von Interesse für die CIA sein könnte. Laut weiterer Angaben der New York Times war er fast 20 Jahre für die CIA tätig, bis er 1964 aus deren Diensten entlassen wurde.

## Rundfunkberichte und Reportagen
- Eichmanns geheimer Komplize, Redaktion: Stefan Meining, report München extra, 6. April 2021, BR-Mediathek
- Flucht über die Rattenlinie? Jagd auf Kriegsverbrecher aus Bayern. (YouTube-Video – 29 Min.) In: Die Story. BR24, 7. April 2020.